# Keduren
Keduren is een bestuurslaag in het regentschap Purworejo van de provincie Midden-Java, Indonesië. Keduren telt 1715 inwoners (volkstelling 2010).